# Charles Pedersen
Charles John Pedersen (japánul: 安井 良男, Puszan, 1904. október 3. – Salem, 1989. október 26.) amerikai szerves kémikus.  1987-ben kémiai Nobel-díjjal tüntették ki, Donald Crammal és Jean-Marie Lehnnel megosztva, „az élő rendszerek anyagainak kémiai viselkedését utánzó molekulák létrehozásáért”.

## Életrajz
Charles John Pedersen 1904. október 3-án született a koreai Puszanban, három gyermek közül a legfiatalabbként. Édesapja, Brede Pedersen norvég hajómérnök volt, aki családi okok miatt kivándorolt Koreába, hogy a koreai vámszolgálathoz csatlakozzon. Később gépészmérnökként dolgozott a mai Észak-Koreában található Unszan megyei bányákban.
Édesanyja, Jaszui Takino 1874-ben született Japánban. Családját Koreába kísérte, amikor úgy döntöttek, hogy nagyüzemi szója- és selyemhernyó-kereskedelembe kezdenek. Nem messze az Unszan-bányáktól telepedtek le, ott találkozott Charles John Pedersen leendő édesapjával. Volt egy nővére, Astrid, aki öt évvel idősebb volt nála, és egy bátyja, aki még Charles John Pedersen megszületése előtt, gyerekként meghalt.

## Fordítás
- Ez a szócikk részben vagy egészben  a   Charles J. Pedersen című angol Wikipédia-szócikk ezen változatának fordításán alapul.  Az eredeti cikk szerkesztőit annak laptörténete sorolja fel. Ez a jelzés csupán a megfogalmazás eredetét és a szerzői jogokat jelzi, nem szolgál a cikkben szereplő információk forrásmegjelöléseként.